# Andrei Burlacu
Andrei Burlacu (sinh ngày 12 tháng 1 năm 1997) là một cầu thủ bóng đá người România thi đấu cho Universitatea Craiova ở vị trí tiền đạo.